# Trichocentrum brachyceras
Trichocentrum brachyceras är en orkidéart som beskrevs av Rudolf Schlechter. Trichocentrum brachyceras ingår i släktet Trichocentrum och familjen orkidéer.
Artens utbredningsområde är Colombia. Inga underarter finns listade i Catalogue of Life.